# Olympische Sommerspiele 1928/Teilnehmer (Vereinigte Staaten)
| Gelbes Symbol für Goldmedaillen mit stilisierten Olympischen Ringen | Graues Symbol für Silbermedaillen mit stilisierten Olympischen Ringen | Braundes Symbol für Bronzemedaillen mit stilisierten Olympischen Ringen |
| ------------------------------------------------------------------- | --------------------------------------------------------------------- | ----------------------------------------------------------------------- |
| 22                                                                  | 18                                                                    | 16                                                                      |

Die Vereinigten Staaten nahmen an den Olympischen Sommerspielen 1928 in Amsterdam, Niederlande, mit einer Delegation von 235 Sportlern (198 Männer und 37 Frauen) teil.

## Medaillengewinner

### Gold
| Name(n) | Sportart       | Wettkampf                      |
| --- | -------------- | ------------------------------ |
| Ray Barbuti | Leichtathletik | 400 Meter                      |
| Frank Wykoff, James Quinn, Charles Borah & Henry Russell                                                                                        | Leichtathletik | 4 × 100 Meter                  |
| George Baird, Emerson Spencer, Fred Alderman & Ray Barbuti                                                                                      | Leichtathletik | 4 × 400 Meter                  |
| Bob King | Leichtathletik | Hochsprung                     |
| Sabin Carr | Leichtathletik | Stabhochsprung                 |
| Ed Hamm | Leichtathletik | Weitsprung                     |
| John Kuck | Leichtathletik | Kugelstoßen                    |
| Bud Houser | Leichtathletik | Diskuswurf                     |
| Betty Robinson | Leichtathletik | Frauen, 100 Meter              |
| Allie Morrison | Ringen         | Federgewicht, Freistil         |
| Paul Costello & Charles McIlvaine | Rudern         | Doppelzweier                   |
| Marvin Stalder, John Brinck, Francis Frederick, William Thompson, William Dally, James Workman, Hubert Caldwell, Peter Donlon & Donald Blessing | Rudern         | Achter                         |
| Johnny Weissmüller | Schwimmen      | 100 Meter Freistil             |
| George Kojac | Schwimmen      | 100 Meter Rücken               |
| Austin Clapp, Walter Laufer, George Kojac & Johnny Weissmüller                                                                                  | Schwimmen      | 4 × 200 Meter Freistil         |
| Albina Osipowich | Schwimmen      | Frauen, 100 Meter Freistil     |
| Martha Norelius | Schwimmen      | Frauen, 400 Meter Freistil     |
| Adelaide Lambert, Albina Osipowich, Eleanor Saville & Martha Norelius                                                                           | Schwimmen      | Frauen, 4 × 100 Meter Freistil |
| Pete Desjardins | Wasserspringen | Kunstspringen & Turmspringen   |
| Helen Meany | Wasserspringen | Frauen, Kunstspringen          |
| Betty Becker-Pinkston | Wasserspringen | Frauen, Turmspringen           |

### Silber
| Name(n)                                                      | Sportart       | Wettkampf                  |
| ------------------------------------------------------------ | -------------- | -------------------------- |
| John Daley                                                   | Boxen          | Bantamgewicht              |
| Stephen Halaiko                                              | Boxen          | Leichtgewicht              |
| Stephen Anderson                                             | Leichtathletik | 110 Meter Hürden           |
| Frank Cuhel                                                  | Leichtathletik | 400 Meter Hürden           |
| Benjamin Hedges                                              | Leichtathletik | Hochsprung                 |
| William Droegemueller                                        | Leichtathletik | Stabhochsprung             |
| Levi Casey                                                   | Leichtathletik | Dreisprung                 |
| Bruce Bennett                                                | Leichtathletik | Kugelstoßen                |
| Jessie Cross, Loretta McNeil, Betty Robinson & Mary Washburn | Leichtathletik | Frauen, 4 × 100 Meter      |
| Lillian Copeland                                             | Leichtathletik | Frauen, Diskuswurf         |
| Lloyd Appleton                                               | Ringen         | Weltergewicht, Freistil    |
| Kenneth Myers                                                | Rudern         | Einer                      |
| Charles Karle, William Miller, George Healis & Ernest Bayer  | Rudern         | Vierer ohne Steuermann     |
| Walter Laufer                                                | Schwimmen      | 100 Meter Rücken           |
| Eleanor Saville                                              | Schwimmen      | Frauen, 100 Meter Freistil |
| Michael Galitzen                                             | Wasserspringen | Kunstspringen              |
| Dorothy Poynton                                              | Wasserspringen | Frauen, Kunstspringen      |
| Georgia Coleman                                              | Wasserspringen | Frauen, Turmspringen       |

### Bronze
| Name(n)                      | Sportart       | Wettkampf                  |
| ---------------------------- | -------------- | -------------------------- |
| Harold Devine                | Boxen          | Federgewicht               |
| George Calnan                | Fechten        | Degen, Einzel              |
| John Collier                 | Leichtathletik | 110 Meter Hürden           |
| Morgan Taylor                | Leichtathletik | 400 Meter Hürden           |
| Charles McGinnis             | Leichtathletik | Stabhochsprung             |
| Al Bates                     | Leichtathletik | Weitsprung                 |
| James Corson                 | Leichtathletik | Diskuswurf                 |
| Edmund Black                 | Leichtathletik | Hammerwurf                 |
| Ken Doherty                  | Leichtathletik | Zehnkampf                  |
| Mildred Wiley                | Leichtathletik | Frauen, Hochsprung         |
| Paul McDowell & John Schmitt | Rudern         | Zweier ohne Steuermann     |
| Buster Crabbe                | Schwimmen      | 1500 Meter Freistil        |
| Paul Wyatt                   | Schwimmen      | 100 Meter Rücken           |
| Josephine McKim              | Schwimmen      | Frauen, 400 Meter Freistil |
| Michael Galitzen             | Wasserspringen | Turmspringen               |
| Georgia Coleman              | Wasserspringen | Frauen, Kunstspringen      |

## Teilnehmer nach Sportarten

### Boxen
- Hymie Miller
Fliegengewicht: 17. Platz

- John Daley
Bantamgewicht: Silber

- Harold Devine
Federgewicht: Bronze

- Stephen Halaiko
Leichtgewicht: Silber

- Tommy Lown
Weltergewicht: 17. Platz

- Harry Henderson
Mittelgewicht: 5. Platz

- Leon Lucas
Halbschwergewicht: 9. Platz

- Alexander Kaletchitz
Schwergewicht: 5. Platz

### Fechten
- Joseph Levis
Florett, Einzel: 11. Platz
Florett, Mannschaft: 5. Platz

- George Calnan
Florett, Einzel: Halbfinale
Florett, Mannschaft: 5. Platz
Degen, Einzel: Bronze 
Degen, Mannschaft: 5. Platz

- Dernell Every
Florett, Einzel: Halbfinale
Florett, Mannschaft: 5. Platz

- René Peroy
Florett, Mannschaft: 5. Platz

- Harold Rayner
Florett, Mannschaft: 5. Platz
Degen, Mannschaft: 5. Platz

- Henry Breckinridge
Florett, Mannschaft: 5. Platz
Degen, Mannschaft: 5. Platz

- Allan Milner
Degen, Einzel: 9. Platz
Degen, Mannschaft: 5. Platz

- Edward Barnett
Degen, Einzel: Vorrunde
Degen, Mannschaft: 5. Platz

- Arthur Lyon
Degen, Mannschaft: 5. Platz
Säbel, Mannschaft: Vorrunde

- John Huffman
Säbel, Einzel: Halbfinale
Säbel, Mannschaft: Vorrunde

- Norman Cohn-Armitage
Säbel, Einzel: Halbfinale
Säbel, Mannschaft: Vorrunde

- Nickolas Muray
Säbel, Einzel: Vorrunde
Säbel, Mannschaft: Vorrunde

- Ervin Acel
Säbel, Mannschaft: Vorrunde

- Harold Van Buskirk
Säbel, Mannschaft: Vorrunde

- Marion Lloyd
Frauen, Florett, Einzel: Halbfinale

- Irma Hopper
Frauen, Florett, Einzel: Vorrunde

### Fußball
- Herrenteam
9. Platz

- Kader
Bobby Aitken
Albert Cooper
Jack Deal
John Duffy
William Findlay
Jimmy Gallagher
Rudy Kuntner
Jack Lyons
Razzo Carroll
Francis Ryan
Harry Smith

### Leichtathletik
- Frank Wykoff
100 Meter: 4. Platz
4 × 100 Meter: Gold

- Robert McAllister
100 Meter: 6. Platz

- Henry Russell
100 Meter: Halbfinale
4 × 100 Meter: Gold

- Claude Bracey
100 Meter: Halbfinale

- Jackson Scholz
200 Meter: 4. Platz

- Charles Paddock
200 Meter: Halbfinale

- Henry Cumming
200 Meter Halbfinale

- Charles Borah
200 Meter: Viertelfinale
4 × 100 Meter: Gold

- Ray Barbuti
400 Meter: Gold 
4 × 400 Meter: Gold

- Hermon Phillips
400 Meter: 6. Platz

- Emil Snider
400 Meter: Viertelfinale

- Joseph Tierney
400 Meter: Viertelfinale

- Lloyd Hahn
800 Meter: 5. Platz
1500 Meter: Vorläufe

- Earl Fuller
800 Meter: 7. Platz

- Ray Watson
800 Meter: 9. Platz

- John Sittig
800 Meter: Halbfinale

- Ray Conger
1500 Meter: 10. Platz

- Nick Carter
1500 Meter: Vorläufe

- Sid Robinson
1500 Meter: Vorläufe

- Leo Lermond
5000 Meter: 4. Platz

- Macauley Smith
5000 Meter: 10. Platz
10.000 Meter: DNF

- Dave Abbott
5000 Meter: Vorläufe

- Charles Haworth
5000 Meter: Vorläufe

- Joie Ray
10.000 Meter: 14. Platz
Marathon: 5. Platz

- John Romig
10.000 Meter: DNF

- Albert Michelsen
Marathon: 9. Platz

- Clarence DeMar
Marathon: 27. Platz

- James Henigan
Marathon: 39. Platz

- Harvey Frick
Marathon: 41. Platz

- William Agee
Marathon: 44. Platz

- Stephen Anderson
110 Meter Hürden: Silber

- John Collier
110 Meter Hürden: Bronze

- Leighton Dye
110 Meter Hürden: 4. Platz

- Carl Ring
110 Meter Hürden: Halbfinale

- Frank Cuhel
400 Meter Hürden: Silber

- Morgan Taylor
400 Meter Hürden: Bronze

- Johnny Gibson
400 Meter Hürden: Halbfinale

- Robert Maxwell
400 Meter Hürden: Halbfinale

- Melvin Dalton
3000 Meter Hindernis: 7. Platz

- William Spencer
3000 Meter Hindernis: 7. Platz

- Walter Gegan
3000 Meter Hindernis: Vorläufe

- Jesse Montgomery
3000 Meter Hindernis: Vorläufe

- James Quinn
4 × 100 Meter: Gold

- George Baird
4 × 400 Meter: Gold

- Emerson Spencer
4 × 400 Meter: Gold

- Fred Alderman
4 × 400 Meter: Gold

- Bob King
Hochsprung: Gold

- Benjamin Hedges
Hochsprung: Silber

- Harold Osborn
Hochsprung: 5. Platz

- Charles McGinnis
Hochsprung: 7. Platz
Stabhochsprung: Bronze

- Sabin Carr
Stabhochsprung: Gold

- William Droegemueller
Stabhochsprung: Silber

- Lee Barnes
Stabhochsprung: 5. Platz

- Ed Hamm
Weitsprung: Gold

- Al Bates
Weitsprung: Bronze

- Ed Gordon
Weitsprung: 7. Platz in der Qualifikation

- DeHart Hubbard
Weitsprung: 11. Platz in der Qualifikation

- Levi Casey
Dreisprung: Silber

- Sidney Bowman
Dreisprung: 9. Platz in der Qualifikation

- Lloyd Bourgeois
Dreisprung: 11. Platz in der Qualifikation

- Bob Kelley
Dreisprung: 20. Platz in der Qualifikation

- John Kuck
Kugelstoßen: Gold

- Bruce Bennett
Kugelstoßen: Silber

- Eric Krenz
Kugelstoßen: 4. Platz

- Harlow Rothert
Kugelstoßen: 7. Platz in der Qualifikation

- Bud Houser
Diskuswurf: Gold

- James Corson
Diskuswurf: Bronze

- John Anderson
Diskuswurf: 5. Platz

- Fred Weicker
Diskuswurf: 9. Platz in der Qualifikation

- Edmund Black
Hammerwurf: Bronze

- Donald Gwinn
Hammerwurf: 5. Platz

- Frank Conner
Hammerwurf: 6. Platz

- Kenneth Caskey
Hammerwurf: 12. Platz in der Qualifikation

- Arthur Sager
Speerwurf: 10. Platz in der Qualifikation

- Lee Bartlett
Speerwurf: 16. Platz in der Qualifikation

- Creth Hines
Speerwurf: 17. Platz in der Qualifikation

- Charles Harlow
Speerwurf: 19. Platz in der Qualifikation

- Ken Doherty
Zehnkampf: Bronze

- James Stewart
Zehnkampf: 4. Platz

- Thomas Churchill
Zehnkampf: 5. Platz

- Barney Berlinger
Zehnkampf: 17. Platz

- Betty Robinson
Frauen, 100 Meter: Gold 
Frauen, 4 × 100 Meter: Silber

- Elta Cartwright
Frauen, 100 Meter: Halbfinale

- Mary Washburn
Frauen, 100 Meter: Halbfinale
Frauen, 4 × 100 Meter: Silber

- Anne Vrana-O’Brien
Frauen, 100 Meter: Vorläufe

- Florence MacDonald
Frauen, 800 Meter: 6. Platz

- Dee Boeckmann
Frauen, 800 Meter: Vorläufe

- Rayma Wilson
Frauen, 800 Meter: Vorläufe

- Jessie Cross
Frauen, 4 × 100 Meter: Silber

- Loretta McNeil
Frauen, 4 × 100 Meter: Silber

- Mildred Wiley
Frauen, Hochsprung: Bronze

- Jean Shiley
Frauen, Hochsprung: 4. Platz

- Catherine Maguire
Frauen, Hochsprung: 8. Platz

- Marion Holley
Frauen, Hochsprung: 9. Platz

- Lillian Copeland
Frauen, Diskuswurf: Silber

- Maybelle Reichardt
Frauen, Diskuswurf: 7. Platz

- Rena MacDonald
Frauen, Diskuswurf: 15. Platz

- Margaret Jenkins
Frauen, Diskuswurf: 19. Platz

### Moderner Fünfkampf
- Aubrey Newman
Einzel: 15. Platz

- Richard Mayo
Einzel: 19. Platz

- Peter Hains
Einzel: 20. Platz

### Radsport
- Chester Nelsen senior
Straßenrennen, Einzel: 51. Platz
Straßenrennen, Mannschaft: 15. Platz

- Henry O’Brien
Straßenrennen, Einzel: 58. Platz
Straßenrennen, Mannschaft: 15. Platz

- Peter Smessaert
Straßenrennen, Einzel: 62. Platz
Straßenrennen, Mannschaft: 15. Platz

- Charles Westerholm
Straßenrennen, Einzel: DNF

### Reiten
- Harry Chamberlin
Springreiten, Einzel: 17. Platz
Springreiten, Mannschaft: 9. Platz

- Frank Carr
Springreiten, Einzel: 21. Platz
Springreiten, Mannschaft: 9. Platz
Vielseitigkeit, Einzel: 22. Platz
Vielseitigkeit, Mannschaft: Kein Ergebnis

- Adolphus Roffe
Springreiten, Einzel: 33. Platz
Springreiten, Mannschaft: 9. Platz

- Sloan Doak
Vielseitigkeit, Einzel: 17. Platz
Vielseitigkeit, Mannschaft: Kein Ergebnis

- Charles George
Vielseitigkeit, Einzel: DNF
Vielseitigkeit, Mannschaft: Kein Ergebnis

### Ringen
- Robert Hewitt
Bantamgewicht, Freistil: 5. Platz

- Allie Morrison
Federgewicht, Freistil: Gold

- Clarence Berryman
Leichtgewicht, Freistil: 6. Platz

- Lloyd Appleton
Weltergewicht, Freistil: Silber

- Ralph Hammonds
Mittelgewicht, Freistil: 4. Platz

- Heywood Edwards
Halbschwergewicht, Freistil: 4. Platz

- Ed Don George
Schwergewicht, Freistil: 4. Platz

### Rudern
- Kenneth Myers
Einer: Silber

- Paul Costello
Doppelzweier: Gold

- Charles McIlvaine
Doppelzweier: Gold

- Paul McDowell
Zweier ohne Steuermann: Bronze

- John Schmitt
Zweier ohne Steuermann: Bronze

- Joe Dougherty
Zweier mit Steuermann: 2. Runde

- Augustus Goetz
Zweier mit Steuermann: 2. Runde

- Thomas Mack
Zweier mit Steuermann: 2. Runde

- Charles Karle
Vierer ohne Steuermann: Silber

- William Miller
Vierer ohne Steuermann: Silber

- George Healis
Vierer ohne Steuermann: Silber

- Ernest Bayer
Vierer ohne Steuermann: Silber

- James Lawrence
Vierer mit Steuermann: 3. Runde

- James Hubbard
Vierer mit Steuermann: 3. Runde

- Charles Mason
Vierer mit Steuermann: 3. Runde

- Allerton Cushman
Vierer mit Steuermann: 3. Runde

- Eugene Belisle
Vierer mit Steuermann: 3. Runde

- Marvin Stalder
Achter: Gold

- John Brinck
Achter: Gold

- Francis Frederick
Achter: Gold

- William Thompson
Achter: Gold

- William Dally
Achter: Gold

- James Workman
Achter: Gold

- Hubert Caldwell
Achter: Gold

- Peter Donlon
Achter: Gold

- Donald Blessing
Achter: Gold

### Schwimmen
- Johnny Weissmüller
100 Meter Freistil: Gold 
4 × 200 Meter Freistil: Gold

- George Kojac
100 Meter Freistil: 4. Platz
4 × 200 Meter Freistil: Gold 
100 Meter Rücken: Gold

- Walter Laufer
100 Meter Freistil: 5. Platz
4 × 200 Meter Freistil: Gold 
100 Meter Rücken: Silber

- Buster Crabbe
400 Meter Freistil: 4. Platz
1500 Meter Freistil: Bronze

- Austin Clapp
400 Meter Freistil: 5. Platz
1500 Meter Freistil: Vorläufe
4 × 200 Meter Freistil: Gold

- Ray Ruddy
400 Meter Freistil: 6. Platz
1500 Meter Freistil: 4. Platz

- Paul Samson
4 × 200 Meter Freistil: Gold

- David Young
4 × 200 Meter Freistil: Gold

- Paul Wyatt
100 Meter Rücken: Bronze

- Thomas Blankenburg
200 Meter Brust: Halbfinale

- Albina Osipowich
Frauen, 100 Meter Freistil: Gold 
Frauen, 4 × 100 Meter Freistil: Gold

- Eleanor Saville
Frauen, 100 Meter Freistil: Silber 
Frauen, 4 × 100 Meter Freistil: Gold

- Susan Laird
Frauen, 100 Meter Freistil: 5. Platz
Frauen, 4 × 100 Meter Freistil: Gold

- Martha Norelius
Frauen, 400 Meter Freistil: Gold 
Frauen, 4 × 100 Meter Freistil: Gold

- Josephine McKim
Frauen, 400 Meter Freistil: Bronze 
Frauen, 4 × 100 Meter Freistil: Gold

- Ethel McGary
Frauen, 400 Meter Freistil: Halbfinale

- Adelaide Lambert
Frauen, 4 × 100 Meter Freistil: Gold

- Marian Gilman
Frauen, 100 Meter Rücken: 4. Platz

- Eleanor Holm
Frauen, 100 Meter Rücken: 5. Platz

- Lisa Lindstrom
Frauen, 100 Meter Rücken: 5. Platz

- Peg Hoffman
Frauen, 200 Meter Brust: 5. Platz

- Agnes Geraghty
Frauen, 200 Meter Brust: Halbfinale

- Jane Fauntz
Frauen, 200 Meter Brust: Halbfinale

### Segeln
- Manfred Curry
12-Fuß-Jolle: 10. Platz
8-Meter-Klasse: 6. Platz

- Conway Olmstead
6-Meter-Klasse: 6. Platz

- Frederick Morris
6-Meter-Klasse: 6. Platz

- Herman Whiton
6-Meter-Klasse: 6. Platz

- Jim Thompson
6-Meter-Klasse: 6. Platz

- Willets Outerbridge
6-Meter-Klasse: 6. Platz

- Ben Weston
8-Meter-Klasse: 6. Platz

- Frank Hekma
8-Meter-Klasse: 6. Platz

- Nicholas Hekma
8-Meter-Klasse: 6. Platz

- Owen Churchill
8-Meter-Klasse: 6. Platz

### Turnen
- Alfred Jochim
Einzelmehrkampf: 36. Platz
Mannschaftsmehrkampf: 7. Platz
Barren: 25. Platz
Pferdsprung: 41. Platz
Reck: 63. Platz
Ringe: 15. Platz
Seitpferd: 48. Platz

- Glenn Berry
Einzelmehrkampf: 40. Platz
Mannschaftsmehrkampf: 7. Platz
Barren: 41. Platz
Pferdsprung: 29. Platz
Reck: 45. Platz
Ringe: 47. Platz
Seitpferd: 53. Platz

- Frank Kriz
Einzelmehrkampf: 44. Platz
Mannschaftsmehrkampf: 7. Platz
Barren: 48. Platz
Pferdsprung: 12. Platz
Reck: 27. Platz
Ringe: 74. Platz
Seitpferd: 43. Platz

- Frank Haubold
Einzelmehrkampf: 47. Platz
Mannschaftsmehrkampf: 7. Platz
Barren: 41. Platz
Pferdsprung: 65. Platz
Reck: 55. Platz
Ringe: 58. Platz
Seitpferd: 30. Platz

- Harold Newhart
Einzelmehrkampf: 47. Platz
Mannschaftsmehrkampf: 7. Platz
Barren: 57. Platz
Pferdsprung: 10. Platz
Reck: 41. Platz
Ringe: 62. Platz
Seitpferd: 37. Platz

- John Pearson
Einzelmehrkampf: 50. Platz
Mannschaftsmehrkampf: 7. Platz
Barren: 39. Platz
Pferdsprung: 49. Platz
Reck: 57. Platz
Ringe: 68. Platz
Seitpferd: 26. Platz

- Herman Witzig
Einzelmehrkampf: 51. Platz
Mannschaftsmehrkampf: 7. Platz
Barren: 46. Platz
Pferdsprung: 7. Platz
Reck: 49. Platz
Ringe: 61. Platz
Seitpferd: 55. Platz

- Paul Krempel
Einzelmehrkampf: 52. Platz
Mannschaftsmehrkampf: 7. Platz
Barren: 62. Platz
Pferdsprung: 68. Platz
Reck: 71. Platz
Ringe: 7. Platz
Seitpferd: 44. Platz

### Wasserball
- Herrenteam
5. Platz

- Kader
Harry Daniels
George Mitchell
George Schroth
Richard Greenberg
Sam Greller
Johnny Weissmüller
Herbert Topp
Paul Samson
Wallace O’Connor

### Wasserspringen
- Pete Desjardins
Kunstspringen: Gold 
Turmspringen: Gold

- Michael Galitzen
Kunstspringen: Silber 
Turmspringen: Bronze

- Harold Smith
Kunstspringen: 4. Platz

- Walter Colbath
Turmspringen: 4. Platz

- Helen Meany
Frauen, Kunstspringen: Gold

- Dorothy Poynton
Frauen, Kunstspringen: Silber

- Georgia Coleman
Frauen, Kunstspringen: Bronze 
Frauen, Turmspringen: Silber

- Betty Becker-Pinkston
Frauen, Turmspringen: Gold

- Clarita Hunsberger
Frauen, Turmspringen: Vorkampf